# جامع عمر بن عبد العزيز (قضاء الدور)
جامع عمر بن عبد العزيز، من مساجد العراق القديمة الأثرية، ويقع في محافظة صلاح الدين في منطقة الدور، ولقد بني الجامع بأمر من الخليفة عمر بن عبد العزيز، ولذلك سمي بأسمه، حسب الروايات التاريخية.
وفي عام 1378هـ/1958م، تم صيانة مبنى المنارة القديمة وفي الوقت نفسه جرى تعميره وأعيد بناؤه على يد الشيخ شاكر شيخ عشيرة البو جمعة.
وفي عام 1420هـ/1999م، جرى ترميمه وتعميره من قبل وزارة الأوقاف والشؤون الدينية، ويعتبر الجامع من الجوامع المهمة في المدينة لأنه أثري وتأريخي، ويلاحظ وجود بئر ماء فيه يعود تاريخه إلى زمن تاسيسه في عهد الخليفة عمر بن عبد العزيز. وتبلغ مساحة الجامع حوالي خمسة دونمات (12500)م2، ويحتوي الحرم على مصلى واسع يتسع لأكثر من ألفي مصل، وتعلو مبنى المسجد عدة قباب تتوسطها قبة كبيرة مبنية من الطابوق.
تقام في الجامع صلاة الجمعة وصلاة العيدين، والصلوات الخمس المكتوبة.